# 암피론
암피론(영어: ampyrone)은 진통제, 항염증제, 해열제 특성을 지닌 아미노피린의 대사 산물이다. 4-아미노안티피린(영어: 4-aminoantipyrine)이라고도 한다. 무과립구증의 위험 때문에 암피론의 약물로서의 사용은 권장되지 않는다. 암피론은 과산화물이나 페놀을 생성하는 생화학 반응의 시약으로 사용된다. 암피론의 간의 마이크로솜을 자극하여 세포 외 수분을 측정하는 데에도 사용된다.

## 같이 보기
- 아미노페나존
- 무과립구증